# Polymera (Polymerodes) parishi
Polymera (Polymerodes) parishi is een tweevleugelige uit de familie steltmuggen (Limoniidae). De soort komt voor in het Neotropisch gebied.